# Нехаївка (Конотопський район)
Неха́ївка — село в Україні, у Попівській сільській громаді Конотопського району Сумської області. Населення становить 46 осіб. До 2020 орган місцевого самоврядування — Карабутівська сільська рада.

## Географія
Село Нехаївка розташоване на лівому березі водосховища Ромен (річка Ромен), вище за течією на відстані 2.5 км розташоване село Пекарі, нижче за течією на відстані 7 км розташоване село Фесівка, на протилежному березі — села Капітанівка та Шпотівка.
Поруч пролягає автомобільний шлях Р60.

## Історія
Село постраждало внаслідок геноциду українського народу, проведеного окупаційним урядом СРСР 1923—1933 та 1946–1947 роках.
Під час визволення села від німецької окупації загинув герой СРСР Хасанов Хаким Хусаїнович.

## Населення

### Мова
Розподіл населення за рідною мовою за даними :
| Мова       | Кількість | Відсоток |
| ---------- | --------- | -------- |
| українська | 45        | 97.83%   |
| російська  | 1         | 2.17%    |
| Усього     | 46        | 100%     |

## Сучасний стан
Має 2 вулиці. Раніше був магазин, клуб, тракторна бригада, ферма.